# تاريخ الصحافة الروسية
يشمل تاريخ الصحافة الروسية كتابة الصحف، والمجلات، والإعلام الإلكتروني منذ القرن 18. تضمنت المواضيع الرئيسية: المستوى المنخفض للإلمام بالقراءة والكتابة، ورقابة المطبوعات، وسيطرة الحكومة، والتأكيد على السياسة والدعايات السياسية في الإعلام.

## القرن التاسع عشر
أثناء حكم الإمبراطورية الروسية الاستبدادية، مُنعت حرية الصحافة، وعُطلت الصحافة السياسية، بالرغم من السماح بمناقشة القضايا الاقتصادية والاجتماعية، وخصوصًا في المقاطعات، حيث تفتقر لمصادر كافية من المعلومات. ولغاية الستينيات من القرن التاسع عشر، حصل المغامرون الروس على اخبارهم السياسية من صحف أجنبية هُربت خلسة إلى البلاد. وقد تعرضوا الكتّاب للمراقبة والتعذيب كما حصل مع ألكسندر راديشيف (1749-1802)، الذي أراد أن يعبر عن الظروف الروسية. وقد أصدرت العديد من الوزارات تصريحات صحفية رسمية، مثل صحيفة روسكي إينفاليد (Russky Invalid) التابعة لوزارة الحرب 1813-1917.
كانت سيفرنايا بشيلا (The Severnaia Pchela)، والتي تعني بالإنجليزية: النحلة الشمالية، أول صحيفة يومية مملوكة للقطاع الخاص. وعقب حصولها على موافقة الحكومة، حررها ألكسندر سميردين (1795-1857)، المحرر الشهير للكتب الأدبية والمدرسية، بالإضافة إلى المجلات الأدبية، مثل: بيبليوتيكا ديلا شتنيا (Biblioteka Dlya Chtenya)، وسين أوتيجيستفا (Syn otechestva). نُشرت مجلة النحلة الشمالية في مدينة سانت بطرسبرغ في عام 1825-1864، وقد وصلت إلى الطبقات الوسطى المتحضرة والنامية بجانب الأذواق الأدبية. وقد أعادوا الكتّاب الأرستوقراطيين، من بينهم ألكسندر بوشكين، توجيهها إلى الأذواق العامة.
كانت كازانسكي إيزفاستيليا (بالإنجليزية: Kazan news)، أول صحيفة إقليمية طويلة الأمد، والتي كانت تحررها إحدى كليات جامعة قازان. وقد نُشرت في مدينة قازان بين عام 1811 وعام 1820، وتكّون جمهورها من التجار وغيرهم من السكان المتعلمين في البلدات الواقعة في منطقة فولكا، بالإضافة إلى المعلمين في المدارس الابتدائية والثانوية، وكذلك الموظفين في مدينة قازان التعليمية الواسعة، والتي شملت مناطق فولكا، والأورال، وسيبيريا أيضًا، وقد أدارتها الجامعة. شارك محرروها في نقاش حول المعلومات التي سيقدمونها للجمهور، إما أن تكون من الوزارات المستحدثة، كوزارة التعليم، أو أن تنشر المجلة بنشاط معلومات عن أحوال المنطقة الاقتصادية، والاجتماعية، الأثنولوجية.
كان أندريه كرايفسكي (1810-18891) ناشر روسي وصحفي، اشتهر بعمله رئيس تحرير، المجلة الأدبية المؤثرة، أوتجيستفيني زابيسكي (1839-1867). أسس كرايفسكي أيضًا الصحيفة المشهورة جولوز (بالإنجليزية: The Voice) عام 1863. وكان كرايفسكي محررًا مشاركًا في صحيفة راسكي إنفاليد (1843-1852)، وصحيفة سانكت بيتربورجسكي فيدوموستي (Sankt-Peterburgskie Vedomosti) في (1852-1862)، عند ازدياد تداولها إلى 12,000.
كان تخفيف الرقابة على المطبوعات، أحد الإصلاحات التي قام بها الإمبراطور ألكسندر الثاني في الستينيات من القرن التاسع عشر. وأعطى بحذر حرية محدودة للصحافة؛ وسمح بنشر 60 صحيفة يومية. وفي عام 1863، أسس كرايفسكي الصحيفة المشهورة جولوس، وقد وصل تداولها إلى 32,000. وفي عام 1866، أصبح أحد مؤسسي وكالة التلغراف الروسية (RTA) الأولى على الإطلاق.
كان أليكسي سوفورين (1834-1912) محرر رئيسي، وناشر كتب، ومالك سلسة متاجر للكتب. وكان يحظى باحترام كبير للجودة العالية التي تميز بها عمله التحريري، وتساهل الحكومة معه بسبب وجهات نظره المحافظة والوطنية.
عززت (The Russian Bulletin) المذهب الليبرالي، وأشادت بالإصلاحات العظيمة التي جاء بها ألكسندر الثاني، ودعت إلى سيادة القانون ومحاكم هيئة المحلفين. وفي القرن العشرين، دعت إلى إقامة الدستور والبرلمان «دوما». ومجدت الفلاحين والزيمتوف (zemstvo). طالبت بالمزيد من المساواة، ولم تثق بالرأسمالية، والصناعات، ورجال الأعمال.
كانت المجلات 429، قصيرة الأجل والساخرة من الحكم القيصري، أكثر شهرة من الصحف الجادة. ولكنهم كانوا عرضة للرقابة الحكومية، وكذلك صحف الأحزاب الثورية ذات الميول اليسارية السرية.
أثناء استمرار الحكومة في سياسة الرقابة على المطبوعات، ازداد عدد الصحف اليومية والأسبوعية خارج إرادتها. وكان حلها التلاعب بالخبر قبل نشره. وقامت بهذا وكالة التلغراف التابعة لسانت بطرسبرغ، التي دعمت الحكم القيصري بينما نمّت ثقافة الشعب السياسية. بين عام 1904 وعام 1917، نشرت معلومات حقيقية زودتها بها الحكومة؛ لخلق رأي عام يدعم التصنيع السريع للدولة، الذي عززه سيرجي ويت، وزير المالية. استولى الشيوعيون على وكالة التلغراف عام 1917، بعد أدراكهم لسلطة وكالة الأخبار في الأغراض الدعائية.
تجلى الجمهور الواسع للصحف أثناء تغطية واستقبال اليوبيل الثمانين لميلاد ليو تولستوي عام 1908. أُعلن عن اليوبيل بكثافة وإثارة للجدل، بسبب التسويق التجاري للكاتب الذي يُعد روحانيًا، فقد أصبح اليوبيل فرصةً لكتّاب الصحف والقراء من كافة الطبقات الاجتماعية والمقاطعات للتفكير في أهمية تولستوي والأدب لروسيا.    